# Quarts-de-chaume
Le quarts-de-chaume est un vin blanc liquoreux d'appellation d'origine contrôlée produit sur la commune de Rochefort-sur-Loire, au bord du Layon, en Maine-et-Loire. Cette appellation, enclavée au milieu des coteaux-du-layon, fait partie du vignoble de la vallée de la Loire.

## Histoire
La légende dit que le quarts-de-chaume, correspondait aux meilleurs sols du Chaume dont le produit était réservé pour le quart au seigneur du lieu. 

### Histoire contemporaine
Ce vignoble a originellement été classé appellation d'origine contrôlée par le décret du 10 août 1954. Celui-ci a été abrogé par le décret du 9 octobre 2009. Le cahier des charges de l'appellation, depuis cette date n'est plus inclus dans le décret mais est homologué par décret.
Le dernier cahier des charges en date a été publié le 24 novembre 2011. Celui-ci crée la mention « grand cru » pouvant être accolée à l'appellation quarts-de-Chaume.

#### Le contentieux chaume–quarts-de-Chaume
L'AOC quarts-de-chaume a été classé « grand cru » par le cahier des charges du 24 novembre 2011. À deux reprises, en 2003 et 2007, une AOC Chaume a été créée comme premier cru des coteaux du layon, sans modifier le statut du quart-de-chaumes. Craignant de voir la renommée de ce dernier diminuée, les deux AOC étant sur la même commune, le Conseil d'État a cassé les décrets de création en 2005 et 2009, respectivement. Chaume est donc redevenu, par deux fois, une des dénominations de l'AOC coteaux-du-layon.
Afin de clarifier la position du quarts-de-chaume et offrir une solution, l'INAO, lors de sa réunion de septembre 2011, a validé la hiérarchie suivante (de style bourguignon) :
- l'AOC quarts-de-chaume peut être complétée de la mention « grand cru » ;
- reconnaissance de l'« AOC coteaux-du-layon premier cru » complétée de la dénomination géographique complémentaire « Chaume ».

## Situation géographique

### Géologie et orographie
L'aire géographique de l'appellation quarts-de-chaume est située sur une petite partie de la commune de Rochefort-sur-Loire, à une quinzaine de kilomètres au sud-ouest d'Angers. Les sols sont composés de schistes briovériens et de poudingues du Carbonifère.

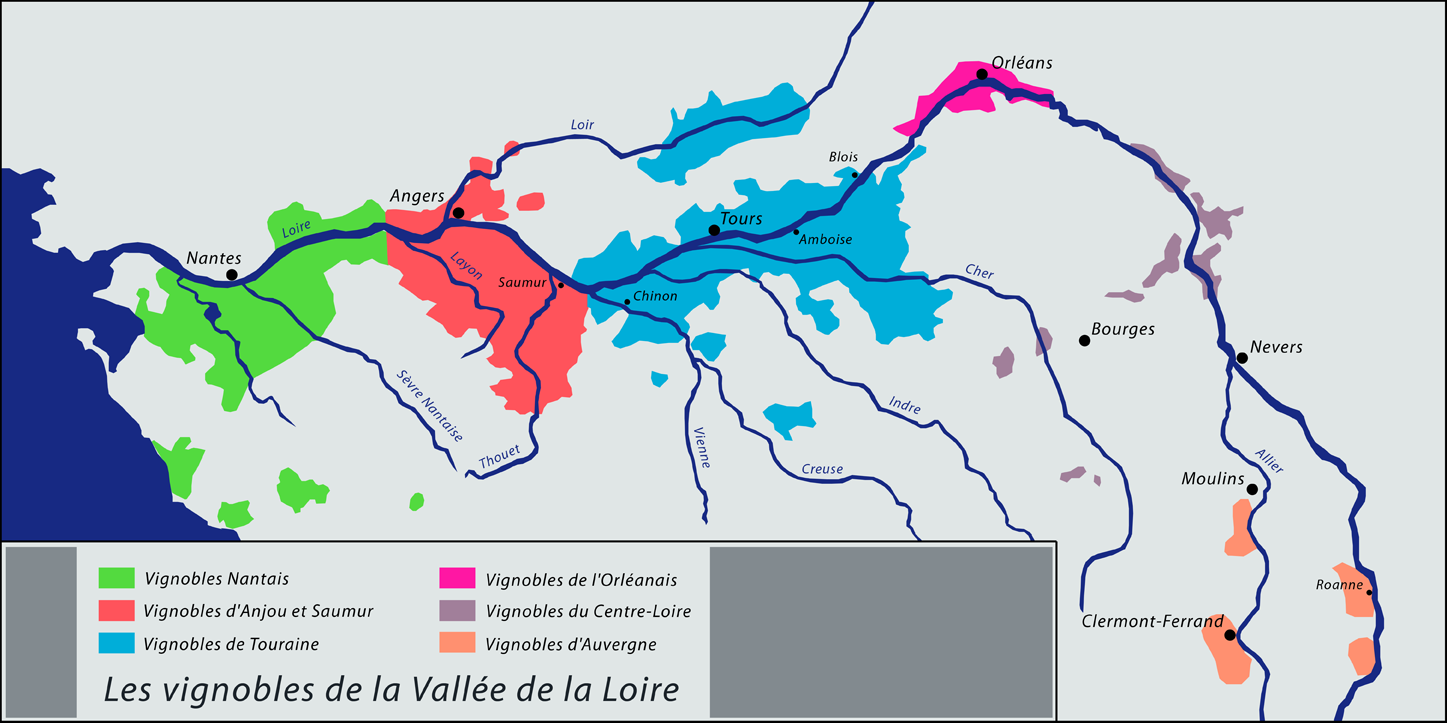
vignobles de la vallée de la Loire

### Climatologie
La région est située en zone tempérée, sous influence océanique. Ce climat se caractérise par des hivers doux et pluvieux, ainsi que par une faible amplitude thermique.
L'aire d'appellation quarts-de-chaume est caractérisée par une situation mésoclimatique exceptionnelle. En effet, le Layon présente à ce niveau un large méandre à l'origine de brouillards matinaux favorisant l'établissement de la pourriture noble.
Pour la ville d'Angers, les relevés climatiques moyens sont :
| Mois                              | jan. | fév. | mars | avril | mai  | juin | jui. | août | sep. | oct. | nov. | déc. | année |
| --------------------------------- | ---- | ---- | ---- | ----- | ---- | ---- | ---- | ---- | ---- | ---- | ---- | ---- | ----- |
| Température minimale moyenne (°C) | 2,1  | 2,2  | 3,9  | 5,6   | 8,9  | 11,8 | 13,6 | 13,4 | 11,3 | 8,4  | 4,6  | 2,8  | 7,4   |
| Température maximale moyenne (°C) | 7,9  | 9,2  | 12,6 | 15,3  | 19   | 22,6 | 24,9 | 24,7 | 21,8 | 17   | 11,4 | 8,4  | 16,2  |
| Ensoleillement (h)                | 70   | 92   | 141  | 179   | 201  | 234  | 248  | 237  | 191  | 129  | 89   | 65   | 1 877 |
| Précipitations (mm)               | 62,1 | 50,8 | 51,7 | 44,6  | 54,4 | 41,2 | 43,8 | 44,9 | 52,2 | 59,6 | 64,5 | 63,4 | 633,4 |

## Vignoble

### Présentation
Le vignoble couvre une superficie de 50 hectares à l'intérieur de la commune de Rochefort-sur-Loire, dans le département de Maine-et-Loire.
L'AOC quarts-de-chaume peut être suivi de l'indication géographique Val de Loire.

### Encépagement
Le seul cépage autorisé, à l'exclusion de tout autre, est le chenin, aussi appelé pineau de la Loire.

### Méthodes culturales
Les parcelles de vigne présentent en général une densité de 4 000 à 5 000 pieds à l'hectare. La densité minimale réglementaire est de 4 000 pieds à l'hectare. Les écartements maximum sont fixés à 2,5 mètres entre rangs et à 1 mètre entre pieds du même rang,.
Les tailles utilisées sont :
- soit la taille guyot à deux fois trois yeux ;
- soit la taille gobelet à trois fois deux yeux.

Les vignes doivent être taillées au plus tard le 30 avril. Il y a, au maximum, 12 yeux francs par pied, dont quatre au maximum sur le long bois.
Les vendanges s'effectuent obligatoirement de façon manuelle par tris successifs à surmaturité du raisin. Ils doivent présenter une concentration naturelle en sucre sur souche par l'action de Botrytis cinerea, la « pourriture noble », ou bien par passerillage le cas échéant.

### Rendements
Le rendement maximum est fixé à 25 hectolitres à l'hectare.

### Titres alcoométriques volumiques et richesses en sucres
Avant fermentation, les moûts doivent présenter une concentration en sucre au moins égale à 298 grammes par litre. 
Après fermentation, les vins, pour pouvoir être commercialisés avec le bénéfice de l'appellation quarts-de-chaume, doivent présenter un titre alcoométrique minimum de 12 %.

### Vinification et élevage
Les vins font l'objet d'un élevage dans leur chai de vinification au moins jusqu'au 15 avril qui suit l'année de la récolte.
Tout enrichissement (dont la concentration) est interdit. L'ajout de morceaux de bois de chêne dans les cuves est également interdit. Les vins peuvent être mis en vente à partir du 1er mai qui suit l'année de la récolte.

### Terroirs et vins
Les vins des quarts-de-chaume sont des vins blancs moelleux, issus à 100 % du chenin récolté manuellement à surmaturité par tris successifs.
Ces vins présentent des arômes caractéristiques de coing, poire et miel. Le quarts-de-chaume présente une excellente aptitude au vieillissement (jusqu'à 20 ans, voire plus pour les meilleures bouteilles).

### Gastronomie
Apéritif, foie gras, fromages bleus, desserts peu sucrés.

## Économie
L'aire d'appellation comprend 17 viticulteurs et 19 vinificateurs (dont 17 caves particulières, 1 cave coopérative et 1 négociant).

## Producteurs
Liste non exhaustive de viticulteurs : 
- Château de Montguéret (à Nueil-sur-Layon) ;
- Château de Plaisance (à Rochefort-sur-Loire) ;
- Château de Suronde (à Rochefort-sur-Loire) ;
- Château la Varière (à Brissac-Quincé) ;
- Château Pierre-Bise (à Beaulieu-sur-Layon) ;
- Domaine Belargus (à Saint-Lambert-du-Lattay) ;
- Domaine de Belle-Rive (à Rochefort-sur-Loire) ;
- Domaine de la Roche Moreau (à Saint-Aubin-de-Luigné ) ;
- Domaine des Barres (à Saint-Aubin-de-Luigne) ;
- Domaine des Baumard (à Rochefort-sur-Loire) ;
- Domaine des Forges (à Saint-Aubin-de-Luigné) ;
- Domaine FL (à Rochefort-sur-Loire) ;
- Les caves de la Loire (à Brissac-Quincé).

## Pour approfondir

### Sources, Bibliographie
- Michel Mastrojanni : Les Vins de France (guide vert solar). Éditions Solar, Paris 1992 - 1994 - 1998,  (ISBN 2-263-02796-3)
- Légifrance : Cahier des charges de l'appellation d'origine contrôlée « quarts-de-chaume » annexé au décret du 9 octobre 2009